# روزالبا فورچینیتی
روزالبا فورچینیتی (ایتالیایی: Rosalba Forciniti؛ زادهٔ ۱۳ فوریهٔ ۱۹۸۶) جودوکار اهل ایتالیا است.
وی در مسابقات کشوری و بین‌المللی در مجموع برندهٔ ۲ مدال نقره، ۱ مدال برنز شده‌است.